# .50-90シャープス弾
.50-90シャープス弾（50-90シャープスだん）とは、1872年にシャープス・ライフル・マニュファクチャリング・カンパニーがバッファローを狩るための弾薬として世に出した、黒色火薬を使用する小銃用弾薬である。他の大口径黒色火薬弾と同様、この弾薬は重い弾頭と多量の発射薬を組み合わせており、高初速の獲得に至った。この弾薬は、1874年のシャープス製小銃が用い得るものとしては最も強力な弾薬である。

## 詳細
.50-90シャープス弾は.50-100シャープス弾や.50-110シャープス弾と類似している。この3種とも同一の64mm薬莢を用いる一方、のちの2種は335グレインから400グレインともっと軽い弾頭を用いた。.50-90弾では600グレインを使用している。.50-90弾薬用に造られた全ての小銃は、薬莢の直径がほぼ同一であることから、.50-110と.50-110弾薬を利用できた。
弾頭の直径は通常、0.512インチ（13.0mm）である。弾量は335グレインから700グレイン（21.7gから45g）だった。史実に基づいた発射薬では黒色火薬を使用し、初活力は2,210から2,691Jの域にある。一方、現代的な発射薬では無煙火薬を使用して3,472から4,053Jのエネルギーを付与する。

## 歴史

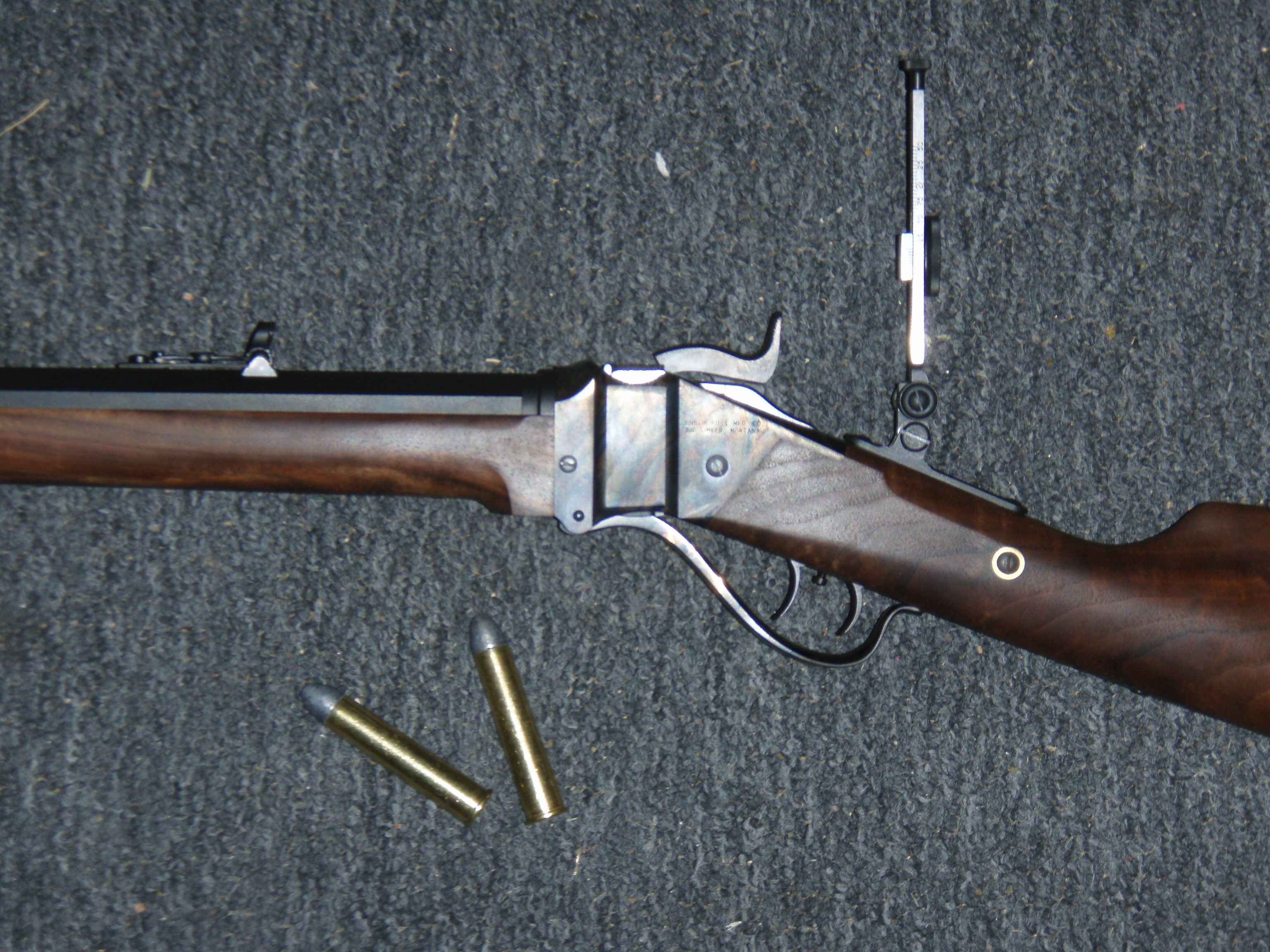
シャイロー・シャープス小銃と.50-90シャープス弾薬

.50-90弾はバッファローの狩猟を特に意識して生み出されている。バッファローは大型の動物で確実に仕留めるのが難しいことから、バッファロー用に設計された弾薬が要求されることとなった。この弾薬の発明当時には特別な火薬や弾種が存在せず、また弾道学の知識もかなり限定されていた。そこで、もっと効果的な大型標的用弾薬を作り出そうと試みた際に、設計者は従来の弾薬筒の直径を単純に拡大化した。
1874年6月27日、ビリー・ディクソンは第二次アドービウォールズの戦いの時に.50-90シャープス弾を用い、伝説的な1,538ヤード（約1,406m）の射撃を行った。
今日、この弾薬は旧式化している。弾薬はもはやどの製造社でも量産されていない。薬莢と弾頭は作られているが、発射薬を詰めた弾薬はカスタムショップもしくは手製で作られねばならない。シャープス小銃はいくつかの企業でセミカスタムとして生産されるのみである。このような口径の小銃は通常、バッファロー狩りに用いられるか、歴史の再演（リエナクトメント）に使用される。ときおり.50-90弾用の小銃は古典的な競技に用いられるが、しかし商業的な利用度から、.45-70弾のように、他の同時代の弾薬の方がより人気のあるものとなっている。